# Felix Bwalya
Pour les articles homonymes, voir Bwalya.
Felix Bwalya est un boxeur zambien né le 22 décembre 1969 à Chingola et mort le 23 décembre 1997 à Lusaka.

## Carrière
Felix Bwalya obtient la médaille d'or dans la catégorie des poids légers aux Jeux africains de 1991 au Caire, remportant la finale face au Tanzanien Haji Ally. Il participe au tournoi des poids légers des Jeux olympiques d'été de 1992 à Barcelone, perdant dès le premier tour.
Passé professionnel, il remporte le titre du Commonwealth le 13 décembre 1997, malgré avoir été au sol à trois reprises et frôlant le KO. Se plaignant de maux de tête quelques jours plus tard pour sa victoire, il est admis à l'hôpital à Lusaka, tombe dans le coma et meurt le 23 décembre 1997 à l'âge de 28 ans. L'influence de son combat sur son décès est incertaine ; il a participé à une fête très alcoolisée deux jours après sa victoire et prenait des médicaments contre la malaria,.